# Hieronymus Heyerdahl (jurist)
Hieronymus Heyerdahl, född den 5 maj 1867 i Fredrikstad, död den 13 januari 1959 i Oslo, var en norsk jurist och politiker för det konservativa partiet Høyre.
Heyerdahl var son till artillerikapten Hieronymus Heyerdahl (1832–76) och Henriette Sophie Schou, och 1893 gifte han sig med Anna Wilhelmine «Minka» Weidemann. Heyerdahl blev juris kandidat 1889 och høyesterettsadvokat 1895. Han var ordförande i Kristiania formandskap 1912-1914 och framlade 1915 en plan till reglering av området mellan Karl Johans gate och Piperviken tillsammans med plan till ett nytt rådhus och han samlade in betydande summor för att saken skulle realiseras. Det hela gick ut på att riva fattigkvarteren i Piperviken vilket gjorde det mycket omstritt. Byggnadsplanen genomfördes inte i sin helhet, men planen för det nya rådhuset antogs 1923.